# Cortex parietalis posterior
De cortex parietalis posterior of de achterste pariëtale schors is een onderdeel van de pariëtale kwab in de hersenen. Hij omvat een groot deel van de afzonderlijke schorsvelden van de pariëtale kwab met uitsluiting van de primaire somatosensibele schors. Het hersengebied speelt onder andere een rol bij het verwerken van ruimtelijke informatie. Daarbij kan het onder meer gaan om de ruimtelijke verhoudingen tussen voorwerpen in relatie tot de positie en stand van het eigen lichaam. Dit kan belangrijk zijn bij het uitvoeren van bewegingen/handelingen in combinatie met bepaalde voorwerpen of bij het richten van de aandacht op een bepaald punt in de ruimte.

## Anatomie
De cortex parietalis posterior vormt het eindpunt van de zogeheten dorsale  of waar-route in de visuele schors. Het schorsveld beslaat grote delen van de lobulus parietalis superior (bovenste wandkwabje), de lobulus parietalis inferior (onderste wandkwabje) en de sulcus intraparietalis die tussen beiden wandkwabjes in ligt. Dit komt ongeveer overeen in de hersenkaart van Korbinian Brodmann met area 5 (area praeparietalis), area 7 (area parietalis), area 39 (area angularis) en area 40 (area supramarginalis).
De cortex parietalis posterior wordt ook wel aangeduid als de somatosensibele associatieschors. Het gebied  bevat  veel verbindingen met gebieden in de frontale kwab zoals de premotorische schors en het frontale blikcentrum, en subcorticale gebieden zoals het pulvinar van de thalamus. 

## Functies
De  functies van de cortex parietalis posterior zijn complex. Enkele  belangrijke functies worden hieronder kort samengevat:
- Ruimtelijke oriëntatie en motoriek

De cortex parietalis posterior speelt een rol in de ruimtelijke oriëntatie, en verschaft de ruimtelijke coördinaten voor bewegingstrajecten die door de premotorische schors worden aangestuurd. Hieronder vallen ook oogbewegingen en oogsprongen (saccades).
- Aandachtsfuncties

De cortex parietalis posterior levert een belangrijk bijdrage tot de aansturing van ruimtelijke aandachtsfuncties. Door verbindingen met de thalamus kan hij bijdragen tot een selectieve versterking of onderdrukking van prikkels of prikkelkenmerken (zoals positie) waarop de aandacht is gericht. PET- en fMRI-studies laten zien dat bij het verspringen van de visuele aandacht van de ene locatie naar de andere in de ruimte, de lobulus parietalis superior actief is.  Deze effecten treden ook op bij coverte aandacht, dat wil zeggen in situaties waarin geen oogbewegingen worden gemaakt, maar alleen de aandacht verschuift. Bij laesies van de cortex parietalis posterior kan er hemi-neglect (halfzijdige verwaarlozing) optreden. Hierbij valt de aandacht uit voor die helft van de ruimte tegenovergesteld aan de zijde van de hersenbeschadiging. Deze stoornis is doorgaans sterker bij laesies van de rechter dan linker pariëtale kwab.
- Executieve functies

Door de betrokkenheid van de cortex parietalis posterior bij selectieve ruimtelijke aandachtsfuncties speelt het gebied ook een rol bij zogenaamde executieve functies. Vaak treedt hierbij een wisselwerking op  met functies van de prefrontale schors, zoals het werkgeheugen.